# August Weygang

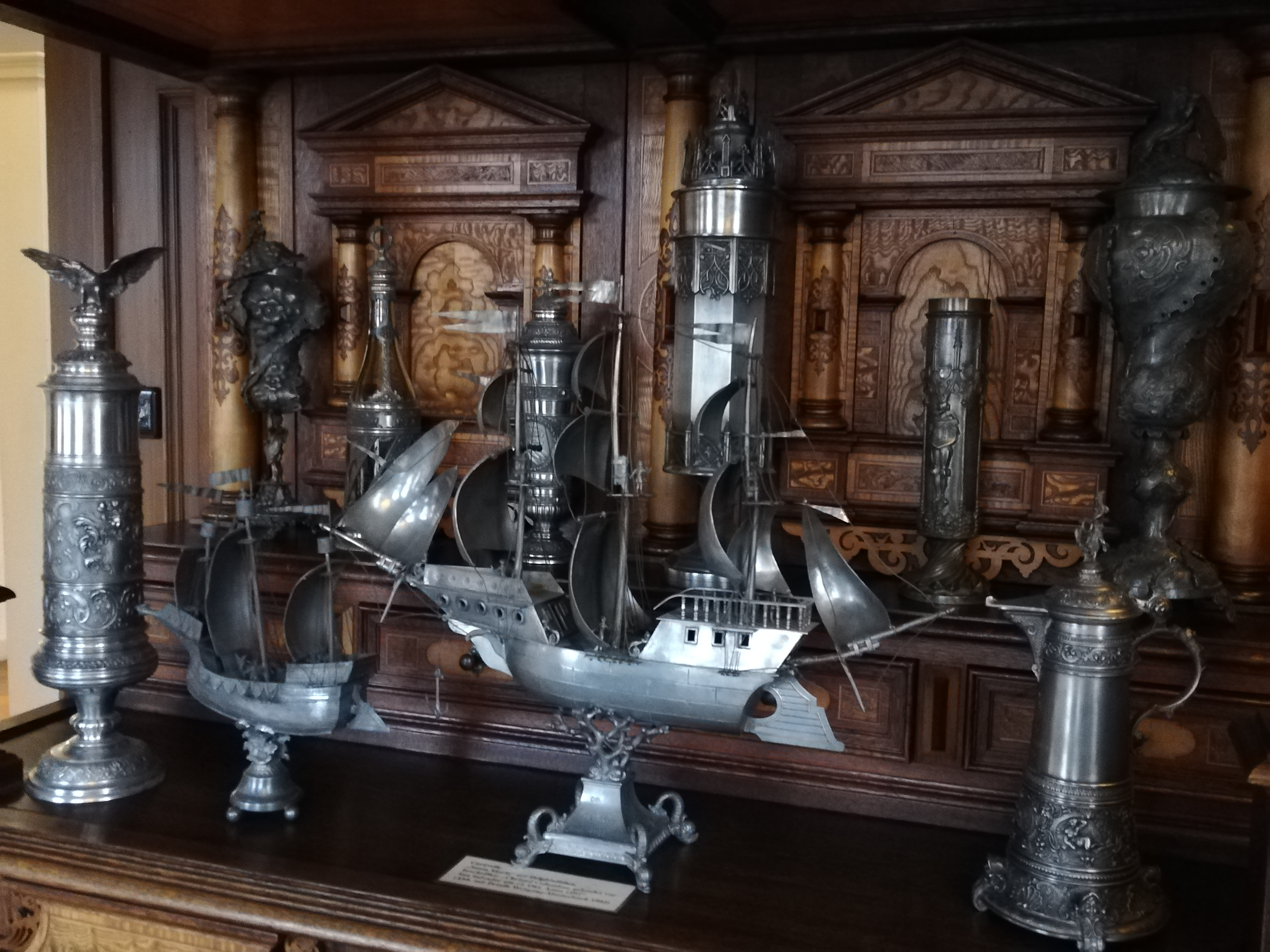
Zinnarbeiten im Weygang-Museum

August Karl Weygang (* 19. Juni 1859 in Öhringen; † 25. Juli 1946 ebenda) war  ein deutscher Zinngießer und Fabrikant.

## Leben
Weygang wurde als Spross einer bedeutenden deutsch-schwedischen Zinngießer-Dynastie in Öhringen geboren. Er machte eine Ausbildung zum Zinngießer im väterlichen Betrieb und ging anschließend auf Wanderschaft, die ihn nach Göttingen, Nürnberg, Augsburg und Passau führte. Im Alter von 25 Jahren übernahm er im September 1885 den Familienbetrieb, den er 1895, drei Jahre nach dem Tod des Vaters, an Carl Hähnle verkaufte. Er selbst ging nach Stuttgart und eröffnete dort in der Lessingstraße 3 eine neue Zinngießerei, kehrte jedoch 1897 nach Öhringen zurück und baute in der Karlsvorstadt einen neuen Betrieb auf, dem er durch die Zerlegung des Produktionsprozesses in einzelne Arbeitsschritte für spezialisierte Fachkräfte sukzessive auf handwerkliche Serienfertigung umstellte. Seit 1913 firmierte er unter dem Namen Hohenlohesche Metallwarenfabrik Öhringen August Weygang. 1919 erwarb Weygang die historischen Formen für Zinnfiguren und Zinngeschirr der verwandten Zinngießerei Weygang in Göttingen, die dort seit 1850 bestanden hatte. Die Anregungen für seine Kannen, Teller und Leuchter lieferten Vorbilder aus seiner umfangreichen Sammlung von historischem Zinngerät. 1910 ließ sich Weygang in der Karlsvorstadt ein neues Wohnhaus errichten, das heute das Weygang-Museum beherbergt.
Seit 1885 war August Weygang mit Thekla Völter verheiratet. Da die Ehe kinderlos blieb, bestimmte Weygang 1931 die Stadt Öhringen zum Alleinerben seines Vermögens und seiner Sammlungen, die in eine rechtsfähige Stiftung einflossen und seit 1953 im Weygang-Museum gezeigt werden. Die Zinngießerei wurde von seinem Neffen Eugen Ochsenreither erworben und weitergeführt.

## Ehrungen
1929 wurde Weygang zum Ehrenbürger der Stadt Öhringen ernannt.